# Coeur d'Alene, Idaho
Coeur d'Alene là một thành phố quận lỵ quận Kootenai, tiểu bang Idaho, Hoa Kỳ. Thành phố có diện tích km², dân số thời điểm năm 2000 theo điều tra của Cục điều tra dân số Hoa Kỳ là 34.514 người (ước tính năm 2006 là 41.328 người) . Thành phố có cự ly 30 mi (48 km) về phía đông của Spokane, Washington, kết hợp với Coeur d'Alene và phía bắc Idaho có tổng dân số 590.617 người. Coeur d'Alene là thành phố lớn nhất ở phía bắc Idaho Panhandle.